# Jeremias de Decker

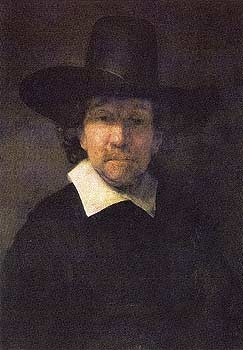
Portret van Jeremias de Decker door Rembrandt van Rijn, geschilderd in 1666 (detail)

"Christus verresen". Illustratie naar Karel van Mander bij de Decker: Gedichten, 1656.

Jeremias de Decker (Dordrecht, augustus 1609 – Amsterdam, december 1666) was een Nederlandse dichter. Hij wordt beschouwd als een van de eerste beoefenaren van de zogenoemde huiselijke poëzie. De Decker kan als een volgeling beschouwd worden van Constantijn Huygens en Jacob Cats, en als geestverwant van Jacob Westerbaen vanwege de felle afkeer van Rome van hen beiden. 
Een groot gedeelte van het werk van De Decker bestaat uit epigrammen (puntdichten). Met meer dan 750 puntdichten neemt hij naast Roemer Visscher en Constantijn Huygens een belangrijke plaats in de rij van epigrammendichters.

## Biografie

### Jeugd
De Deckers ouders kwamen oorspronkelijk uit Antwerpen, maar vestigden zich na de Spaanse Furie samen met vele andere inwoners van de stad in Noord-Holland. De Deckers belandden in Dordrecht. Jeremias de Decker werd in 1609 geboren in gezin met uiteindelijk 6 kinderen. Jeremias de Decker leerde zichzelf de talen Frans, Italiaans, Engels en Latijn aan, waarschijnlijk met hulp van zijn vader.

### Carrière
Zijn schrijverscarrière begon hij met verschillende vertalingen en bewerkingen van psalmen, de Klaagliederen van Jeremias, lierzangen van Horatius, een lofzang van Prudentius en het Latijnse treurspel Baptistes of Dooper van Buchanan, uit 1652. Hierna verscheen zijn eerste oorspronkelijke werk. De eerste publicatie van De Decker stamt uit 1650 en betreft het werk Puntdichten, dat bestaat uit epigrammen ("puntdichten"). Hiermee trad hij in de voetsporen van Constantijn Huygens, die eveneens veel epigrammen schreef. Hierop volgde de reeks godsdienstige gedichten Goede Vrijdagh ofte het Lyden onzes Heeren. De bundel verscheen in 1656 en was al snel uitverkocht. De Decker heeft ook werk van John Owen vertaald en bewerkt. Hij gebruikte dit ook als inspiratiebron voor ander werk.

### De Decker, Rembrandt van Rijn en Jacob Cats
De Decker was een van de weinige dichterlijke vereerders van Rembrandt van Rijn, waar hij ook bevriend mee was. Rembrandt schilderde De Decker in 1666. De Decker had het plan om de schilderijen van Rembrandt toe te zingen in verschillende bijschriften. Dit idee is echter nooit tot uitvoering gekomen. De Decker prees daarnaast ook het werk van Jacob Cats. Dit prijzen is onder andere terug te lezen in verschillende puntdichten over hem.

### Levenseinde
De Decker bleef ongehuwd. Hij overleed in 1666. 

### Lof der Geldzucht
Na zijn dood kwam in 1667 postuum het satirische werk Lof der Geldzucht uit. Het werk is gebaseerd op (Westerbaens vertaling van) het Lof der Zotheid van Desiderius Erasmus. Waar Erasmus in zijn werk de zotheid toezong, bezingt De Decker in Lof der Geldzucht de weldaden van de geldzucht. Het werk behaalde echter nooit dezelfde bekendheid als de inspiratiebron, het werk van Erasmus.

### Impopulariteit
In zijn eigen tijd werd De Decker door het publiek zeer gewaardeerd. De Friese dichteres Jetske Reinou van der Malen schreef een lofdicht op hem. In de tijd die daarop volgde (de tweede helft van de 19e eeuw) daalde zijn populariteit sterk. De Deckers naam en werken werden verguisd, voornamelijk door toedoen van kritieken van Willem Jonckbloet. De Decker en zijn werk werden na 1910 weer in ere werd hersteld door kritieken en onderzoeken van onder andere Willem Kloos, Albert Verwey en K. H. De Raaf. Op de uitbouw van het Rijksmuseum uit 1906 wordt De Decker in het gezelschap van Silvius en Vondel uitgebeeld op een tegeltableau.